# DF-5 (ミサイル)
DF-5（中: 东风-5、Dong-Feng-5）は、中華人民共和国が開発した大陸間弾道ミサイル(ICBM)。DoD識別番号はCSS-4。

## 開発経緯
1965年3月、第七機械工業部第一研究院（現、中国航天科技集団公司運載火箭技術研究院）は、今後八年の間に4機種の弾道ミサイルを完成させるという「八年四弾」計画を中央軍事委員会に提案した。
2か月前の1965年1月に国防部第五研究院は第七機械工業部に分離独立し、下轄する第一分院は第一研究院に昇格していた。
第一研究院は「八年四弾」計画の4機種の弾道ミサイルの内のMRBMのDF-2A、DF-3の2機種は、ほぼ開発終了の目途が立っていたため、より長射程のIRBM、ICBMの完成に向け段階的な努力を傾注することとした。
計画では最大射程4,000km、ペイロード2,200kgのDF-4（IRBM）と、最大射程12,000km、ペイロード3,000kg超のDF-5（ICBM）を、それぞれ1970年と1972年までに完成させることが明記されていた。
1967年7月に第一研究院はDF-4の開発を中止しDF-5の開発に集中するべきであると、中国政治指導者らに進言した。「大は小を兼ねる」の通りDF-5の射程とペイロード能力があればDF-4の攻撃対象もカバーできると考え、DF-5に人員、資金を集中させることで、開発目標の期限を守ることができると考えたからである。
この進言に対し、政治指導部らはDF-5の開発がDF-4の開発に比べ技術的ハードルが高く、DF-5に一本化してその開発が頓挫すればIRBM、ICBMの両方のミサイルの保有が果たせなくなるとして、引き続きDF-4とDF-5を平行開発するよう第一研究院に指示した。
計画ではDF-5は2段式ミサイルとし、1段目も2段目も新規開発することとした。第一研究院は、DF-5の設計要求を満たすために主に四つ新技術の習得を考えていた。第一に新規に大推力のエンジンを開発すること、第二に飛翔制御に新しい最適制御理論を取り入れること、第三に機体に高強度の新型のアルミ合金を使用すること、第四にペネトレーションエイドを取り入れた核弾頭放出装置を開発することであった。開発陣にとって、上に挙げた洗練された新技術の導入は困難を極め、DF-4に遅れること20か月後の1971年9月10日に、DF-5の発射試験が初めて成功した。
1969年3月に中ソ国境紛争が起き、改めてソ連の脅威を認識した中国政府指導部は、DF-5の配備を急がせたが、開発のスピードは遅かった。
しかしながら1970年代後半に入ると開発ピッチが進み、1977年にアメリカ統合参謀本部が議会に提出した報告書の中では、ミサイル開発の活発化と射程8000km以上のICBM（CSSX4）の存在を明らかにしている。
ソ連がアフガニスタン侵攻した5か月後の1980年5月18日と21日に、最大射程の能力確認のため南太平洋西部に向け、実弾頭を搭載しない発射試験が実施され成功した。
中国指導部はDF-5の配備を急ぎ、ミサイルサイロ開発計画「319計画」がまだ完了しないうちに、太平洋に向けた発射試験実施から1か月足らずで、DF-5の訓練部隊を編成しミサイルを仮配備した。
中国指導部はDF-5の発射方式について生存性と実効性の観点から慎重に検討し、地下サイロ式、長江に浮かべた船から発射する方式、鉄道移動発射方式、その他の陸上固定式（偽装建物格納式）の中から地下サイロ発射方式を採用することを決めた。
そのミサイルサイロ開発計画「319計画」の成果として1980年末までに2基の試験用ミサイルサイロが完成した。
この試験用サイロを使って、ミサイルの収納時の適合性、電気的機械的インターフェースの適合性、推進剤注入時の適合性、目標情報データ入力の適合性が試験された。
試験用地下サイロを使用し各種試験が実施され検討が行われた。地下サイロに収納されたミサイルを運用する真の実戦部隊への配備は、1981年8月から開始された。
DF-5の射程、運用性、信頼性を改善することを目標として、近代化型DF-5Aの開発は1983年11月10日から開始された。1986年12月19日、第7機械工業部第一研究院の後身である航天工業部第一研究院は、DF-5Aの開発を終了した。

## 技術的特徴
DF-5シリーズは2段式ミサイルであり、寸法および発射重量は全型共通である。全長は36m、直径は3.35m、発射時重量は183トンに達し、よく比較される米国のタイタンII弾道ミサイルのサイズを少し上回る。ミサイルサイロに格納するのに邪魔な安定翼は無い。
機体の主要な部分は、従来用いていたAl-Mg系アルミ合金から、強度は高いが溶接性が悪いとされていたAl-Cu系アルミ合金の一種であり、海外で開発された溶接性を改善した新型アルミ合金を使用している。
エンジンは、1段目に新たに開発した70トンの大推力を発生させるYF-20を4基用いクラスター化している。このエンジンはジンバル式の飛翔制御方式を取り入れている。
2段目にはYF-20から派生した、4基のバーニア用エンジンを備えたYF-22を1基用い、これらのバーニア用エンジンを使った飛翔制御方式を採用している。
推進剤は、1段目、2段目共に燃料として非対称ジメチルヒドラジン、酸化剤として高純度の四酸化二窒素を使用する。
DF-5はペネトレーションエイド能力を有し、敵のBMDシステムを攪乱させるため真の核弾頭と共にデコイやチャフを放出する装置がミサイル最上段に搭載されている。
基本型DF-5、近代化型DF-5Aの核弾頭の核出力は共に、1〜3MTとされている。最新型DF-5BはMIRV化されていて、核弾頭を3発搭載している。それぞれの核弾頭の核出力は150〜350kTとされている。
誘導方式は、ジャイロセンサー、加速度センサー、機載コンピューターによる、最適制御理論を取り入れた慣性誘導直接制御方式を採用した。これによりミサイルは目的とする飛翔時間に最適な飛翔経路をとるように制御される。

## 性能

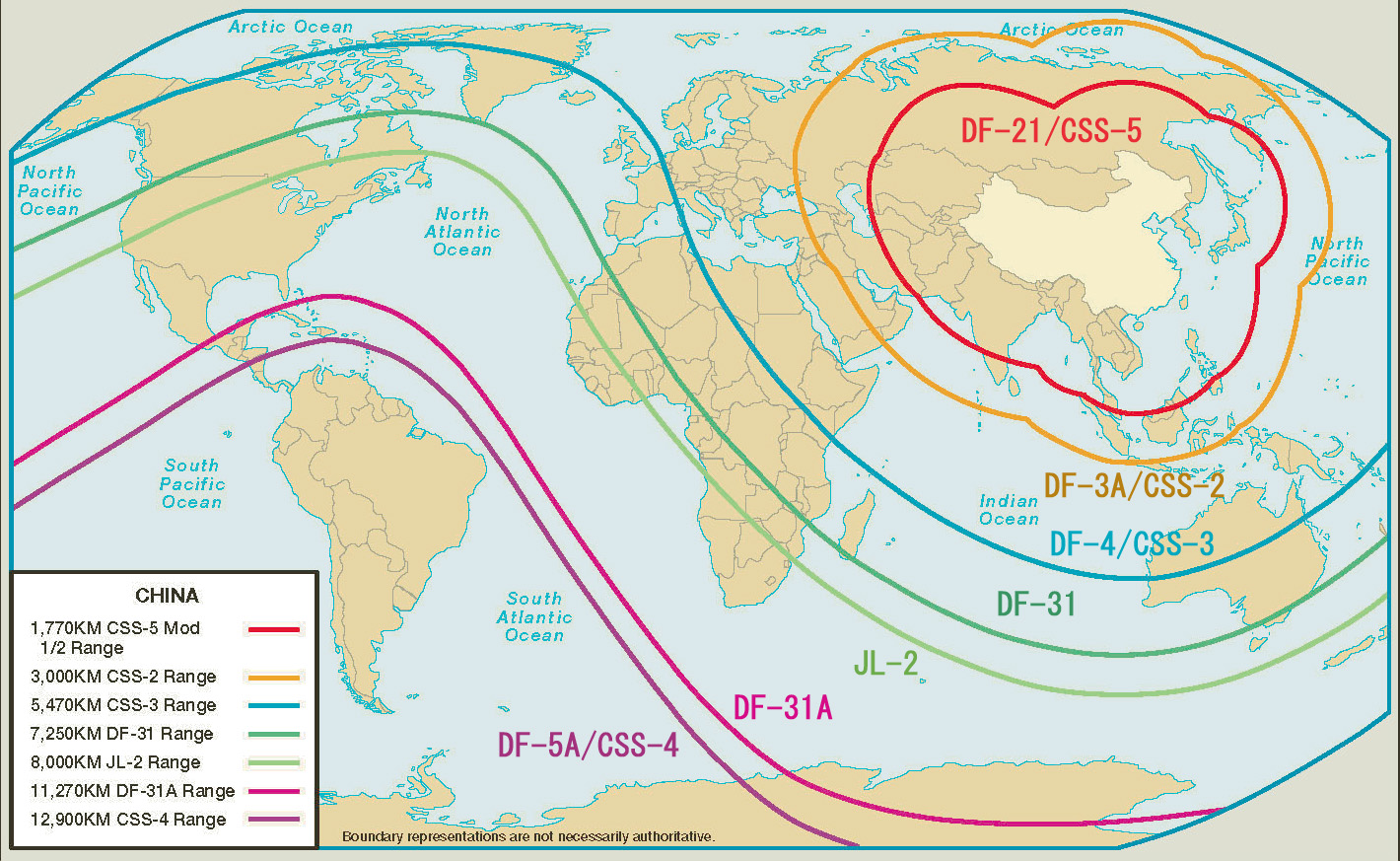
DF-5A 射程

最大射程は、基本型DF-5が3,900kgのペイロードで12,000kmとされ、近代化型DF-5Aと最新型DF-5Bは、ペイロード3,200kgで13,000kmとされる。DF-5AおよびDF-5Bの最大射程の拡大は、核弾頭の小型化によりペイロードを減らしたことで実現されたものと考えられる。
13,000kmの射程は、米国本土を含めた北米全域を射程内に収める。命中精度は慣性航法装置の性能向上による恩恵を受けており、CEPは基本型のDF-5が800m/12,000km、慣性航法装置の性能が更に向上した近代化型DF-5AおよびMIRV搭載型DF-5Bでは500m/13,000kmとされる。

## 発射作業
DF-5シリーズは、ミサイルサイロに格納され発射される。米国におけるミサイルサイロの運用は、運用するミサイルの数よりも多くのミサイルサイロを建設し、不定期にそれぞれの地下サイロ間を移動させて敵ミサイルの直撃のリスクを低減している。
それに対し、中国では本物のミサイルサイロに加え発射能力のない浅い穴の偽物のミサイルサイロを多く建設し、本物のミサイルサイロに格納されたままでミサイルの不定期の移動は実施されていないようである。
一般的に地下サイロ発射方式は、推進剤注入その他の発射準備作業を含めたルーチンを、偵察衛星の監視の目から暴露されることなく実施できるという利点を持つことが知られている。

## 配備
基本型DF-5は1981年から地下サイロに実戦配備されたと考えられている。近代化型DF-5Aの配備は1986年から開始され、現時点で基本型DF-5は既に退役したものと考えられている。MIRV搭載型DF-5Bに関しては、中国の軍事力に関するアメリカ国防省の年次報告書には2015年版に初めて記載がされた。
また2016年版ミリタリーバランスに初めてリストに上がり、1個ミサイル旅団で運用されているとしている。
ジェーンズ年鑑によれば、これまでに20〜50発のDF-5と20〜30発のDF-5Aが製造されたと考えられている。
2010年の中国の軍事力に関するアメリカ国防省の年次報告書によれば、20発のDF-5Aのミサイルおよび同数の発射装置（地下サイロ）が実戦配備の状態にあり、
4発もしくは5発のミサイルが予備として保管状態にあるとしている。
2016年版ミリタリーバランスによれば、20本の地下サイロにDF-5Aが配備されていると推定している。
DF-5/-5Aは、ミサイルサイト1ヶ所当たり4本から10本の地下サイロに配備されてきたと考えられている。
多数の地下サイロが設けられているミサイルサイトは、当初は河南省洛陽市洛寧県、河北省張家口市宣化県、チベット自治区アムド県の3カ所に配備された考えられていた。
加えて河北省衡水市景県、河南省三門峡市盧氏県にも配備されるようになったとし、酒泉の第20基地および太原の第25基地には予備のミサイルが保管されている可能性があるとしていた。
DF-5は2005年頃から固体推進材式のDF-31Aへの代替が進められてきたが、DF-5Aは依然として現在も実戦配備の状態にあると考えられている。
資料
によれば、2012年現在のDF-5Aの配備先は河南省三門峡市盧氏県の第54基地第801ミサイル旅団、河南省洛陽市欒川県の第54基地第804ミサイル旅団、湖南省懐化市靖州ミャオ族トン族自治県の第55基地第803ミサイル旅団の3か所としている。
ミリタリーバランス2016年版によると、DF-5Aの運用は2個ミサイル旅団、DF-5Bの運用は1個ミサイル旅団によって行われているとしている。

## 民間型
中国の打ち上げ用ロケットのCZ-2A、CZ-2Cは、DF-5を基本に開発された。

## 展示
中国国内で行われる軍事パレードにもしばしば登場する。2019年10月1日に北京市内で行われた建国70年の国慶節式典のパレードでは「DF-5B」と大書されたミサイルが参加している。